# Kelmscott
Kelmscott is een civil parish in het bestuurlijke gebied West Oxfordshire, in het Engelse graafschap Oxfordshire met 198 inwoners.